# Hyles
Hyles (лат.) — род бабочек из семейства бражников (Sphingidae).

## Описание
Среднего размера коренастые бабочки. Лоб широко закругленный. Второй членик щупиков значительно длиннее третьего. Усики утолщенные. Передние крылья большие, вершинный угол почти закругленный, передний и задний края с выемками.

## Виды
В мировой фауне 29 видов.
- Hyles annei (Guérin-Meneville, 1839)
- Hyles apocyni (Shchetkin, 1956)
- Hyles biguttata (Walker, 1856)
- Hyles calida (Butler, 1881)
- Hyles centralasiae (Staudinger, 1887)
- Бражник Шамиля Hyles chamyla (Denso, 1913)
- Hyles churkini Saldaitis & Ivinskis, 2006
- Hyles costata (von Nordmann, 1851)
- Hyles cretica Eitschberger, Danner, & Surholt, 1998
- Hyles dahlii (Geyer, 1828)
- Бражник молочайный Hyles euphorbiae (Linnaeus, 1758)
- Hyles euphorbiarum (Guérin-Meneville & Percheron, 1835)
- Hyles exilis Derzhavets, 1979, = Hyles chuvilini Eitschberger, Danner & Surholt, 1998
- Бражник подмаренниковый Hyles gallii (Rottemburg, 1775)
- Бражник облепиховый Hyles hippophaes (Esper, 1789)
- Бражник линейчатый Hyles lineata (Fabricius, 1775)
- Бражник ливорнский Hyles livornica (Esper, 1780)
- Hyles livornicoides (Lucas, 1892)
- Hyles nervosa (Rothschild & Jordan, 1903)
- Бражник южный молочайныйHyles nicaea (von Prunner, 1798)
- Hyles perkinsi (Swezey, 1920)
- Hyles renneri Eitschberger, Danner & Surholt, 1998
- Hyles robertsi (Butler, 1880)
- Hyles salangensis (Ebert, 1969)
- Hyles sammuti Eitschberger, Danner, & Surholt, 1998
- Hyles siehei (Püngeler, 1903)
- Hyles stroehlei Eitschberger, Danner, & Surholt, 1998
- Hyles svetlana Shovkoon, 2010
- Hyles tithymali (Boisduval, 1834)
- Бражник-нетопырь Hyles vespertilio (Esper, 1780)
- Hyles wilsoni (Rothschild, 1894)
- Бражник парнолистниковый[2] Hyles zygophylli (Ochsenheimer, 1808)

- Hyles annei
- Hyles calida
- Hyles dahlii
- Hyles euphorbiae
- Hyles euphorbiarum
- Hyles gallii
- Hyles hippophaes
- Hyles lineata
- Hyles livornica
- Hyles livornicoides
- Hyles nicaea
- Hyles perkinsi
- Hyles tithymali
- Hyles vespertilio

## Распространение
Представители рода встречаются по всему миру, максимальное видовое разнообразие отмечено в Неотропической и Палеартической областях.